# فرودگاه کی کولکر
فرودگاه کی کولکر (به انگلیسی: Caye Caulker Airport) یک فرودگاه همگانی با کد یاتا CUK است که یک باند فرود آسفالت دارد و طول باند آن ۸۲۳ متر است. این فرودگاه در کشور بلیز قرار دارد .